# Латроп Тауншип (округ Сасквеганна, Пенсільванія)
Латроп Тауншип (англ. Lathrop Township) — селище (англ. township) в США, в окрузі Сасквегенна штату Пенсільванія. Населення — 766 осіб (2020).

## Демографія
Згідно з переписом 2010 року, у селищі мешкала 841 особа в 345 домогосподарствах у складі 253 родин. Було 421 помешкання
Расовий склад населення:
| - 99,3 % — білих |

До двох чи більше рас належало 0,6 %. Частка іспаномовних становила 0,2 % від усіх жителів.
За віковим діапазоном населення розподілялося таким чином: 19,1 % — особи молодші 18 років, 62,4 % — особи у віці 18—64 років, 18,5 % — особи у віці 65 років та старші. Медіана віку мешканця становила 46,5 року. На 100 осіб жіночої статі у селищі припадало 99,8 чоловіків;  на 100 жінок у віці від 18 років та старших — 98,3 чоловіків також старших 18 років.
Середній дохід на одне домашнє господарство  становив 74 517 доларів США (медіана — 53 889), а середній дохід на одну сім'ю — 80 438 доларів (медіана — 59 107). Медіана доходів становила 41 111 долар для чоловіків та 35 227 доларів для жінок. За межею бідності перебувало 20,6 % осіб, у тому числі 29,4 % дітей у віці до 18 років та 6,0 % осіб у віці 65 років та старших.
Цивільне працевлаштоване населення становило 385 осіб. Основні галузі зайнятості: освіта, охорона здоров'я та соціальна допомога — 18,2 %, виробництво — 15,1 %, будівництво — 11,2 %, сільське господарство, лісництво, риболовля — 9,6 %.